# François Fonlupt
François Marie Aimé Marius Fonlupt (* 20. Dezember 1954 in Allègre, Département Haute-Loire) ist ein französischer Geistlicher und römisch-katholischer Erzbischof von Avignon.

## Leben
François Fonlupt besuchte das Kleine Seminar in Clermont-Ferrand und das Collège Massillon. Anschließend studierte er Philosophie und Katholische Theologie am Priesterseminar in Clermont-Ferrand. Fonlupt empfing am 25. März 1979 das Sakrament der Priesterweihe für das Bistum Clermont.
Fonlupt war zunächst als Pfarrvikar in Issoire und als Kaplan am örtlichen Gymnasium tätig. 1986 setzte François Fonlupt seine Studien am Institut Catholique de Paris fort, an dem er 1990 ein Lizenziat im Fach Philosophie erwarb. Neben seinem Studium war er nationaler Kaplan der Jeunesse indépendante chrétienne féminine (JICF). Von 1990 bis 1997 wirkte Fonlupt als Seelsorger in Chamalières und als Diözesanassistent der Katholischen Aktion, bevor er Pfarrer der Pfarreiengemeinschaft Clermont-Nord wurde. Zudem war er von 1992 bis 2001 Sekretär des Priesterrats des Bistums Clermont. 2002 wurde François Fonlupt Pfarrer der Pfarrei Sainte-Anne de Montjuzet und Dechant des Dekanats Clermont Centre-Ouest sowie 2003 zusätzlich Verantwortlicher für den Katechumenat im Bistum Clermont. Ab 2005 war Fonlupt Bischofsvikar für die ländlichen Dekanate, die Bildung, die Katechese und den Interreligiösen Dialog sowie Verantwortlicher für das Institut théologique d’Auvergne.
Papst Benedikt XVI. ernannte ihn am 2. April 2011 zum Bischof von Rodez. Der Erzbischof von Toulouse, Robert Le Gall OSB, spendete ihm am 5. Juni desselben Jahres in der Kathedrale von Rodez die Bischofsweihe; Mitkonsekratoren waren Bellino Ghirard, emeritierter Bischof von Rodez, und Hippolyte Simon, Erzbischof von Clermont. Sein Wahlspruch Pour vous et pour la multitude („Für euch und für viele“) stammt aus Mt 26,28 .
Am 11. Juni 2021 ernannte ihn Papst Franziskus zum Erzbischof von Avignon. Die Amtseinführung fand am 11. Juli desselben Jahres statt.
In der Französischen Bischofskonferenz ist François Fonlupt Präsident des Rates für die kirchlichen Bewegungen und die Vereinigungen von Gläubigen.